# Grada van Wessel
Grada van Wessel, ook Grada van Wessel-Steijger, (Amersfoort, 1944) is een Nederlandse kunstenares.

## Schilderijen
Na een studie aan de Volksuniversiteit en een studie kunstgeschiedenis deed zij een studie kleurenleer van Johannes Itten gevolgd door enkele jaren Gooische Academie in Laren. Haar eerste werken waren stillevens in olieverf en acrylverf. Zij gebruikte vele technieken maar legde zich de eerste jaren toe op aquarel. Ze gebruikte in de beginjaren voor haar ‘Archi Art’-kunstwerken slechts twee kleuren.
Tijdens een reis door Italië werd zij getroffen door de schoonheid van fresco's en van de okerkleuren die gebruikt werden door de vroeg-Italiaanse Etrusken.
De pigmenten voor haar zelfgemaakte verf maakt ze uit geoxideerde aarde. Ze graaft daartoe zelf de okers uit de grond. Met de zelfgemaakte kleuren wil zij zich onderscheiden van industriële verfkleuren. Door het gebruik van oxiden uit meerdere landen wil Wessel een band scheppen met het materiaal. Tijdens haar vakantiereizen verzamelt zij allerlei elementen die zij later verwerkt in haar werk.
Thema’s in haar werk zijn vaak voor of naast elkaar staande personen. Het zijn semi-abstracte mensfiguren zonder identiteit.

## Fotografie
Haar foto’s tonen ook de schoonheid van mensen, wilde dieren en landschappen uit haar zoektocht naar geoxideerde aarde. Haar fotografische kunstwerken bestaan uit collages foto's met natuurlijke materialen.

## Expositie (selectie)
- 2010 - Ootmarsum
- 2009 - Oude Viltfabriek in Amersfoort
- 2007 - Kunst10daagse van Bergen
- 2003 - Spant! in Bussum
- 1995 - Galerie Wintertuin Baarn
- 1993 - Vereniging Natuurmonumenten Hilversum
- 1990 - Kasteel Groeneveld